# 후쿠오카현도 제518호선

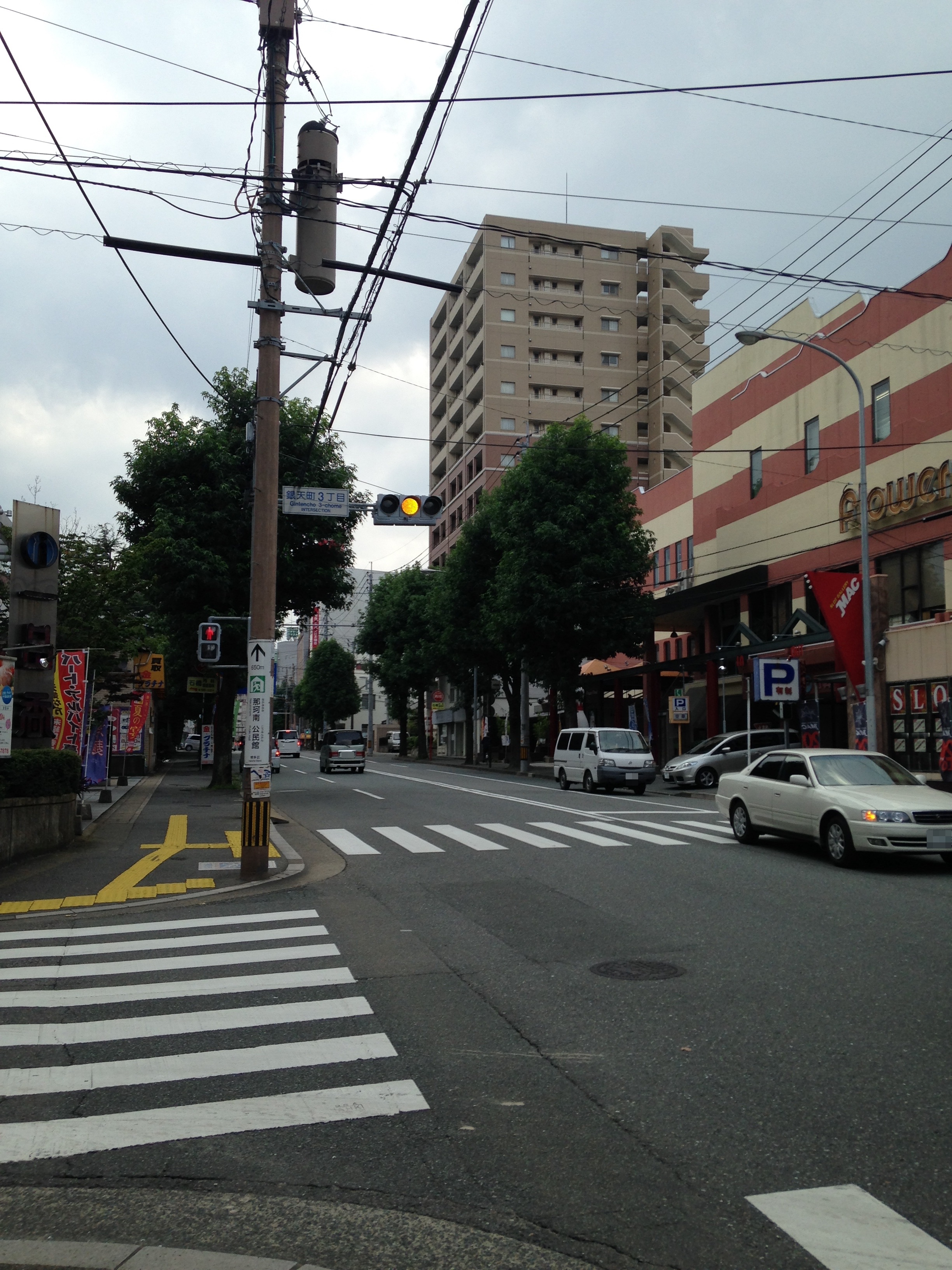
긴텐마치3초메 교차로에서 미나미후쿠오카역 방면으로 바라보고 있는 모습

518번 후쿠오카현도(일본어: 福岡県道518号南福岡停車場線→후쿠오카현도 518호 미나미후쿠오카 정차장선)는 후쿠오카현 후쿠오카시 하카타구 모토마치 1초메에서 시노노메마치 4초메까지 이어주는 일반현도 노선이다.

## 노선 정보
- 기점: 후쿠오카현 후쿠오카시 하카타구 모토마치 1초메 (가고시마 본선 미나미후쿠오카역)
- 종점: 후쿠오카현 후쿠오카시 하카타구 시노노메마치 4초메 (시노노메 교차로 = 후쿠오카현도·오이타현도 제112호선과의 교점)

## 지리

### 통과하는 지자체
- 후쿠오카시 (하카타구)

### 교차하는 도로
- 지쿠시 거리(일본어판)
- 후쿠오카현도 제49호선[a]
- 후쿠오카현도 제112호선

### 교차하는 철도
- 니시테쓰 덴진오무타 선

### 연선에 있는 시설들
- 가고시마 본선 미나미후쿠오카역
- 니시테쓰 덴진오무타 선 잣쇼노쿠마역
- 나프코(일본어판) 미나미후쿠오카점